# Grimberg (Lohmar)
Grimberg ist ein Stadtteil von Lohmar im Rhein-Sieg-Kreis in Nordrhein-Westfalen.

## Geographie
Grimberg liegt in der Mitte Lohmars. Umliegende Ortschaften und Weiler sind Röttgen, Peisel und Hausen im Norden, Alfenhard im Nordosten, Deesem im Osten, Breidt im Südosten, Kreuzhäuschen im Süden, Ellhausen im Südwesten, Naaferberg im Westen sowie Kreuznaaf im Nordwesten.
Grimberg ist von Wald kreisförmig umschlossen, nur südlich von Grimberg ist keine Bewaldung.
Im Westen wie im Osten Grimbergs verläuft je ein namenloser orographisch linker Nebenfluss des Naafbach. Der Naafbach selbst fließt im Norden an Grimberg vorbei.

## Geschichte
Bis zum 1. August 1969 gehörte der Ort zu der bis dahin eigenständigen Gemeinde Halberg.

## Sehenswürdigkeiten
Das Naafbachtal, ein artenreiches Naturschutzgebiet, liegt nordöstlich von Grimberg.

## Verkehr
- Grimberg liegt zwischen den Kreisstraßen 34 und 37.
- Das Anruf-Sammeltaxi (AST) ergänzt den ÖPNV. Grimberg gehört zum Tarifgebiet des Verkehrsverbund Rhein-Sieg (VRS).